# ヴィルト (小惑星)

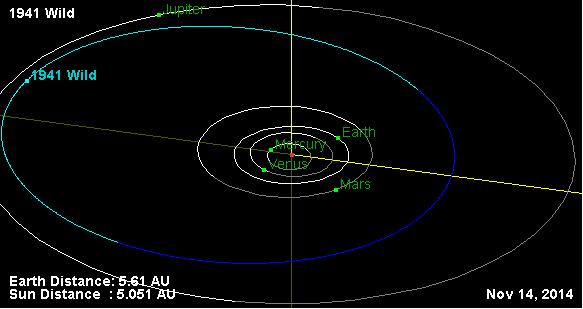
ヴィルトの軌道図

ヴィルト (1941 Wild) は木星横断小惑星である。ヒルダ群と同様、木星の公転周期と共鳴関係にある軌道を回っている。カール・ラインムートがハイデルベルクのケーニッヒシュトゥール天文台で発見した。
スイスの天文学者で、多くの小惑星を発見したパウル・ヴィルトに因んで名付けられた。